# توم جونسون (لاعب اتحاد الرغبي)
توم جونسون (بالإنجليزية: Tom Johnson)‏ هو لاعب اتحاد الرغبي بريطاني، ولد في 16 يوليو 1982 في دوسلدورف في ألمانيا.

## وصلات خارجية
- توم جونسون على موقع دوري الرغبي الممتاز (الإنجليزية)
- توم جونسون عل موقع إسبنسكروم (الإنجليزية)
- توم جونسون على موقع ItsRugby.co.uk (الإنجليزية)